# 桜川ポンプ製作所
株式会社桜川ポンプ製作所（さくらがわポンプせいさくしょ）は、土木建築用水中ポンプの製造販売を手がける企業。本社を東京都江戸川区に置く。
アクティオグループに属する。

## 沿革
- 1953年（昭和28年）9月 - 大阪市浪速区にて、日本で初めて水中ポンプの製造を開始。
- 1955年（昭和30年）9月 - 株式会社に改組。社名を株式会社桜川ポンプ製作所とする。
- 1959年（昭和34年）5月 - 工場を大阪市旭区赤川町に移し、新たに周波数変換機を設けるなど製品の質的向上を図る。

- 1965年（昭和40年）11月 - 全国販売網の確立に着手。東京営業所、大阪営業所を開設。
- 1966年（昭和41年）3月 - 福岡営業所を開設。
- 1967年（昭和42年）1月 - 仙台営業所を開設。
- 1968年（昭和43年）
  - 4月 - 大阪府茨木市西安威に本社および工場を建設。
  - 8月 - 札幌営業所を開設。
  - 10月 - 広島営業所を開設。

- 1969年（昭和44年）7月 - 大阪中小企業投資育成株式会社の投資を受け、資本金を3,000万円に増資。
- 1970年（昭和45年）
  - 4月 - 世界の工業規格の中でも規定が厳格で取得が難しいとされているカナダのC.S.A規格を取得。
  - 6月 - 名古屋営業所を開設。
  - 11月 - 新潟営業所を開設。
- 1971年（昭和46年）6月 - 高松営業所を開設。
- 1972年（昭和47年）7月 - 鹿児島営業所を開設。
- 1973年（昭和48年）9月 - 資本金を5,000万円に増資。
- 1975年（昭和50年）2月 - メキシコ・ロップライサ社と技術提携。
- 1977年（昭和52年）7月 - 一般建設業大臣許可、土木工事業・管工事業・機械器具設置工事業の許可を受ける。
- 1979年（昭和54年）6月 - 超高揚程水中ポンプU-22006形を開発。
- 1992年（平成4年）12月 - 福井工場を開設。
- 1997年（平成9年）4月 - 沖縄事務所を開設。
- 1999年（平成11年）9月 - 福井営業所を開設。
- 2000年（平成12年）10月 - 福井工場でISO 9001認証を取得。
- 2001年（平成13年）5月 - 大阪府茨木市五日市に本社および大阪営業所を移転。
- 2005年（平成17年）9月 - 設立50周年を迎える。
- 2007年（平成19年）
  - 2月 - ITポンプが第32回発明大賞「考案功労賞」を受賞。
  - 8月 - 福井工場でISO 14001認証を取得。

- 2010年（平成22年）3月 - 福井工場を福井事業所に改組。製造・販売の一体化を図る。
- 2012年（平成24年）12月 - 資本金を5,875万円に増資。
- 2014年（平成26年）4月 -「UEX、UEXK」が国土交通省「NETIS」に登録。
- 2015年（平成27年）4月 - アクティオグループに加入。
- 2016年（平成28年）3月 - クローラー洗浄機が第41回発明大賞「考案功労賞」を受賞。
- 2017年（平成29年）8月 - バクアミニが実用新案を取得。
- 2020年（令和2年）4月 - ブラッシュピット販売開始。
- 2021年（令和3年）1月 - ブラッシュピットがNETISに登録される。

## 工場
- 福井事業所 - 福井県坂井市三国町テクノポート2-5-5